# 1932年夏季奥林匹克运动会
第十屆夏季奧林匹克運動會（英語：the Games of the X Olympiad），一般稱為1932洛杉磯奧運，於1932年7月30日至8月14日在美國加州洛杉磯舉行。由於本屆奧運會是在世界經濟大蕭條中期以及相對遙遠的洛杉磯舉行，因此参與的人數僅有1928年的一半。不過競技水平還是非常高的，有18項世界紀錄或被打破或被追平。觀眾人數也創造了紀錄，有10萬人參加了開幕式。本届奧運會還首次在16天内完成，從此以後奧運會舉行的持續時間必須保持在15至18天以内。在1900年至1928年，没有一屆夏季奥運會短過79天。在田徑賽比賽中，正式引入了自動計時系統，同時還設立了終點影像的照相機。

## 背景
洛杉磯早在1920年提出申辦第十屆奧運會。1923年國際奧委會羅馬會議決定了第十屆奧運會在洛杉磯舉行。羅馬會議後，洛杉磯市便開始籌備，即使是在經濟危機席卷全球時，也未受到多大影响。準備工作大致於1930年完成。體育設施和其他安排都很出色，是以往歷屆無法相比的。體育場館不僅設計新穎，設備完善，而且宏偉壯觀，可容納觀眾10.5萬人。此外，還興建了有觀眾席1萬2千多個的綜合性體育館，等等。男選手首次住在單獨的奧運村（女選手則被安排在臨近賽場的豪華酒店内）從本屆奧運會後，主辦國必須修建一座奧運選手村。

## 焦點

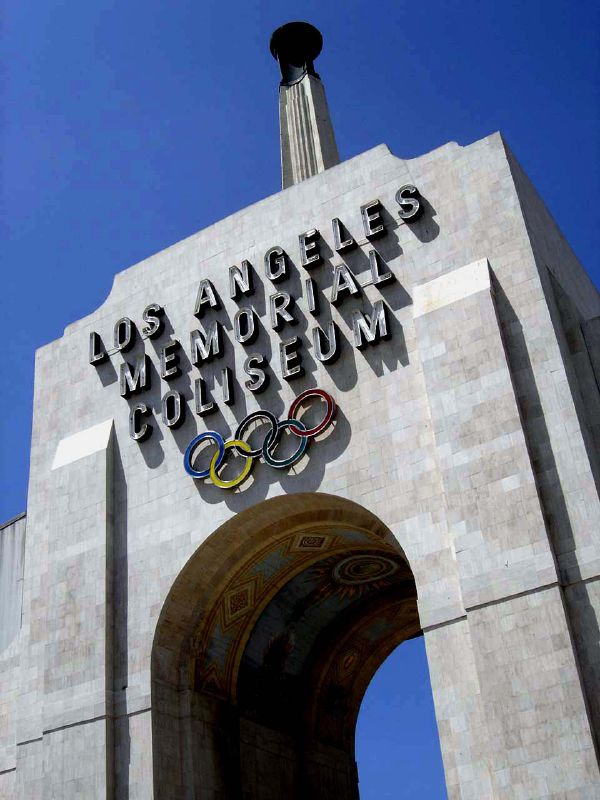
1932年夏季奥運會主場館─洛杉磯紀念體育場聖火台

- 第一次为运动员建造了奥运村。由男运动员入住。[1]
- 中華民國首次派出田径选手刘长春参加了100米及200米赛跑，虽在预赛便出局，但是为历史上第一位参加奥林匹克运动会的中國運動員。
- 日本田径选手吉冈隆德在100米半决赛以10.83秒闯入决赛，并在决赛中以10.79秒获得第六名，成为首位闯进奥运100米决赛的亚洲选手，此后男子100米这一项目直至89年后才再度有亚洲选手闯入决赛。
- 台灣（當時為日本殖民地）運動員張星賢參加了田徑400公尺中欄預賽，在分組中成績57秒第四名，未能晉級複賽。張星賢為第一位參加奧林匹克運動會的台灣人。相較於代表中華民國同時參加該屆奧運會的劉長春，張星賢的報名時間、進入選手村報到時間及上場比賽的時間都比較早。[2]。

本屆奧運會在頒獎儀式上首次進行了奏獲勝者所在國的國歌和升國旗儀式。自此以後每比赛的颁奖仪式都立即举行，而不是在閉幕日集体進行。

## 比赛项目
1932年夏季奥运会共有14个运动，20个单项，117个项目组成。
| - 田径 - 举重 - 自行车 - 马术 - 击剑 |  | - 体操 - 拳击 - 摔跤 - 赛艇 - 帆船 |  | - 射击 - 曲棍球 - 现代五项 - 水上项目 - 游泳 - 水球 - 跳水 |

### 表演项目
- 美式足球
- 长曲棍球

## 参赛国家及地区

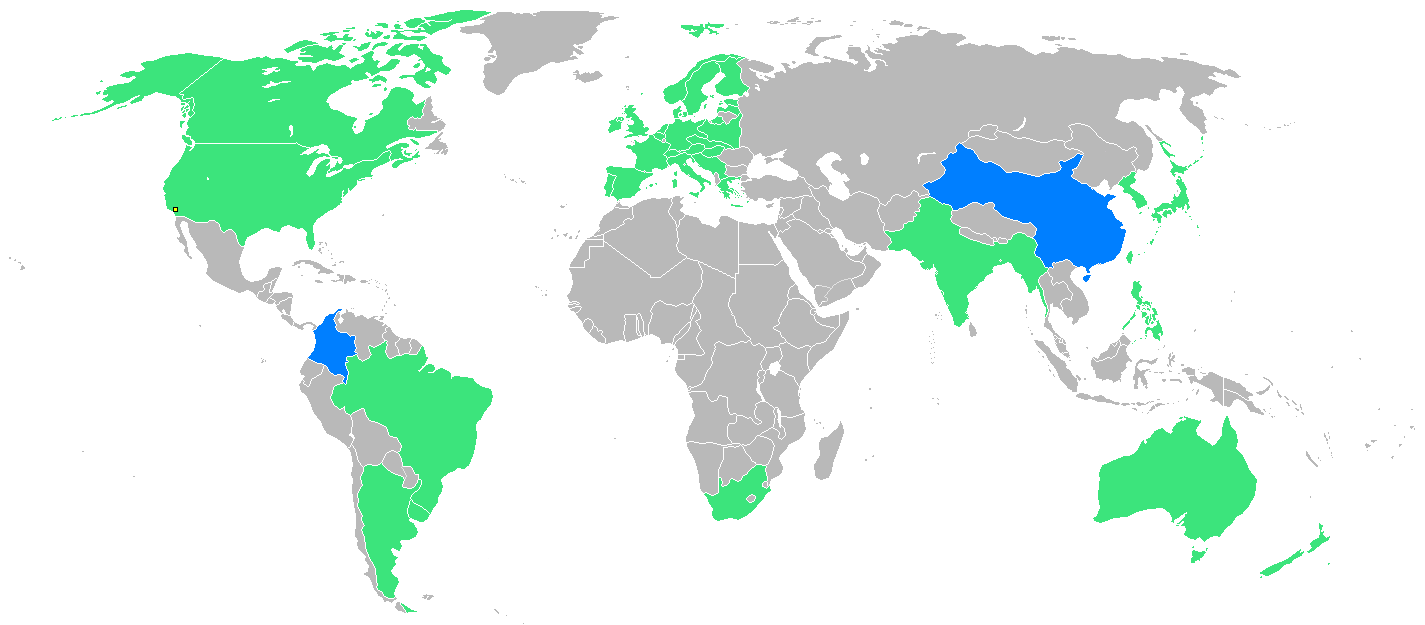
参赛国家及地区分布

一共有37个国家参加了本届奥运会，其中哥倫比亞和中華民國是首次参加奥运会。
| - 阿根廷 - 奥地利 - 比利时 - 巴西 - 加拿大 - 中華民國 - 哥伦比亚 - 捷克斯洛伐克 - 丹麦 - 爱沙尼亚 - 芬兰 |  | - 德国 - 英国 - 希腊 - 海地 - 匈牙利 - 印度 - 爱尔兰 - 意大利 - 日本 - 拉脱维亚 - 墨西哥 - 荷兰 - 法国 |  | - 新西兰 - 挪威 - 菲律宾 - 波兰 - 葡萄牙 - 南非 - 西班牙 - 瑞典 - 瑞士 - 美国（主辦國） - 乌拉圭 - 南斯拉夫 |

## 奖牌榜
| 排名 | 国家／地区    | 金牌 | 银牌 | 铜牌 | 總數 |
| ---- | ------------- | ---- | ---- | ---- | ---- |
| 1    | 美国          | 41   | 32   | 30   | 103  |
| 2    | 意大利（ITA） | 12   | 12   | 12   | 36   |
| 3    | 法国（FRA）   | 10   | 5    | 4    | 19   |
| 4    | 瑞典（SWE）   | 9    | 5    | 9    | 23   |
| 5    | 日本（JPN）   | 7    | 7    | 4    | 18   |
| 6    | 匈牙利（HUN） | 6    | 4    | 5    | 15   |
| 7    | 芬兰（FIN）   | 5    | 8    | 12   | 25   |
| 8    | 英国（GBR）   | 4    | 7    | 5    | 16   |
| 9    | 德国（GER）   | 3    | 12   | 5    | 20   |
| 10   | （AUS）       | 3    | 1    | 1    | 5    |

## 外部連結
- 國際奧委會關於1932年洛杉磯奧運會的資料（页面存档备份，存于）
- 中国奥委会有关第十届奥运会的资料

| 前任者： 阿姆斯特丹 | 夏季奧林匹克運動會 第10届： 洛杉矶奥运会 1932年 | 繼任者： 柏林 |